# Logophobie
Logophobie (von altgriechisch λόγος lógos, deutsch ‚Wort, Rede‘, und φόβος phóbos, deutsch ‚Furcht‘) ist die medizinisch-psychologische Bezeichnung für Sprechangst. Andere Quellen grenzen jedoch die Sprechangst deutlich von der Logophobie ab (Kriebel, Haubl und Spitznagel).
Im deutschsprachigen Raum wird Logophobie auch häufig mit Begriffen wie Redehemmung, Lampenfieber, Kanonenfieber, communication apprehension, Publikumsangst, Redeangst, Leistungsangst, Kommunikationsangst, interpersonelle Angst oder Sozialangst gleichgesetzt oder eng in Beziehung gebracht.

## Störungsbild
Bei der Logophobie handelt es sich um eine psychogene (psychisch bedingte) Redestörung, welche den normalen Redefluss beeinträchtigt. Logophobie kann als eigenständiges Störungsbild auftreten oder aber als Komponente bei verschiedenen Sprach-, Sprech-, Rede- und Stimmstörungen enthalten sein, insbesondere bei Stottern und Mutismus.
Logophobie bezieht sich auf den Zustand der krankhaften Sprechangst in einer Publikumssituation und ist aufgrund ihrer phobischen Grundkomponente eine unangemessene, dauerhafte und starke Angstreaktion in Sprechsituationen, von denen keine reale Gefahr oder Bedrohung ausgeht.
Die starke Angstreaktion ist mit entsprechenden Vermeidungs- und Fluchttendenzen verbunden, die in unterschiedlicher Art und Weise aber reduziert und ausgeglichen werden. Versucht ein Betroffener angstauslösende Sprechsituationen zu meiden, wird es ihm oft unmöglich, seine Anliegen und Bedürfnisse zu verwirklichen.

## Symptome
Bei der Angst beim Sprechen können folgende Symptome in einer Redesituation beobachtet werden:
- Stimme: Sprechstimme ist zu hoch, Dynamik ist zu leise, Melodie ist monoton
- Redefluss: Wortfindung verzögert, Sprechblockaden, Sprechunflüssigkeit, unpassende Pausen, zu rasches Sprechtempo
- Atmung: gesteigerte Atemfrequenz, Luftschnappen
- Mund und Kehle: häufiges Räuspern und Schlucken
- Gesichtsausdruck: kein Blickkontakt, Augenrollen, gespannte Gesichtsmuskulatur, Grimassieren, Zuckungen, starrer Gesichtsausdruck
- Motorik: angespannt, zappeln, bewegungslos, steif, Hände und Füße zittern/schwanken, von einem Fuß auf den anderen treten

## Abgrenzung der Logophobie von der Sprechangst
Oft werden die Begriffe Sprechangst und Logophobie gleichgesetzt, doch lediglich bei der Logophobie handelt es sich um eine tatsächliche Krankheit.
Sprechängstlichkeit wird als eine Störung des „normalen“ Sprechens einer gesunden Person angesehen. Sie erscheint durchaus als berechtigte Angst und unterscheidet sich damit von der Logophobie, die als pathologisch übersteigerte, situationsunangemessene Angst auftritt.
Beim Sprechen, und das gilt für nahezu alle Kommunikationssituationen, stellt sich der Kommunikationspartner mit jeder Äußerung der Kritik seiner Gesprächspartner bzw. Hörer.
Wird vom Sprecher die Bedeutung mündlicher Kommunikation, die Kritikfähigkeit der Kommunikationspartner berücksichtigt und ist der einzelne sich selbst gegenüber kritisch geblieben, so führt das nahezu zwangsläufig zum Phänomen Sprechangst. Logophobie umfasst in der Publikumssituation gegenüber der Sprechangst aber schon klinisch relevantere, intensivere Ängste, die im Vergleich zur Sprechangst auch stärker und enger mit der Verhaltensklasse „Flucht/Vermeidung“ verbunden sind.
Im englischsprachigen Raum hat der Begriff glossophobia (= Angst, öffentlich zu sprechen) deshalb weithin Fuß fassen können, weil die (freie) öffentliche Rede dort traditionell eine größere kulturelle Rolle spielt als z. B. im deutschsprachigen Raum. Der Anteil der Menschen, die von glossophobia befallen sind, wird in verschiedenen gedruckten und Internetquellen mit 41 % bzw. 75 % beziffert, wobei Nachweise, aus welchen Untersuchungen diese Zahlen stammen, jedoch stets fehlen.

## Therapiemöglichkeiten
Bis jetzt gibt es aus medizinisch-psychologischer Sicht noch keine ganzheitlichen Heilungs- oder Therapiemöglichkeiten für logophobiekranke Menschen. Es können lediglich therapeutische Maßnahmen anderer Sprach- und Sprechstörungen angewendet werden, die jedoch keine Heilung, sondern nur eine kleine psychische Verbesserung im Leben von logophobischen Menschen einleiten. Bei einer solchen Therapie wird vor allem versucht, den Menschen die Angst beim Reden zu nehmen, wenn es sich um lebensnotwendige Gespräche oder alltägliche Gesprächssituationen handelt.